# Carrugeiro
Carrugeiro (oficialmente y en asturiano: Carrugueiro) es una casería perteneciente a la parroquia de Doiras, en el concejo de Boal, comarca de Eo-Navia, Principado de Asturias, España.
La aldea de Carrugueiro cuenta con una población de 5 habitantes (INE, 2013) y se encuentra a unos 660 m de altura sobre el nivel del mar. Dista unos 5 km de la capital del concejo, tomando primero desde esta la carretera regional AS-12 en dirección a Grandas de Salime, y desviándose después en San Luis por la carretera local de 2.º orden BO-2 en dirección a Villar de San Pedro.
El alto de Carrugueiro se eleva 951 m sobre el nivel del mar, encontrándose en las proximidades de Pena Queimada.